# Partido Democrático (Yugoslavia)
El Partido Democrático yugoslavo fue una formación política del Período de entreguerras del Reino de los Serbios, Croatas y Eslovenos (1918-1929) y del Reino de Yugoslavia.

## Historia
La formación provenía de la unión de una escisión progresista y más radical del Partido Popular Radical, separada de este en 1901, y de los seguidores serbios de los territorios austrohúngaros de Svetozar Pribićević, anterior dirigente de la Coalición croato-serbia que había controlado el parlamento de Croacia-Eslavonia en los últimos años anteriores a la Primera Guerra Mundial.
El dirigente de la rama del antiguo Reino de Serbia era Ljubomir Davidović.
A comienzos de los años veinte se alió con sus antiguos rivales Radicales, manteniendo una política aún más centralista que estos. Tras mantener infructuosas conversaciones con el dirigente croata Stjepan Radić con el fin de abandonar a los Radicales y tratar de formar gobierno con su Partido Campesino Croata, el partido se dividió en marzo de 1924 cuando la alianza de la agrupación con el JMO bosnio y el Partido Popular Esloveno llevó a la escisión de los partidarios de Pribićević, contrario a este pacto.
En julio de 1924 Davidović formó un nuevo gobierno de coalición que sustituyó al del Radical Pašić, pero que pronto hubo de dimitir por las declaraciones de Radić, que deshizo la alianza de partidos por sus críticas al ejército en octubre.

## Ideología
El partido se mostraba partidario de medidas progresistas como la emancipación de la mujer, la protección de los trabajadores o la regulación estatal de la economía.
Partido serbio, durante los primeros años del nuevo Reino de los Serbios, Croatas y Eslovenos mantuvo una coalición con los Radicales de Nikola Pašić por temor a quedar marginado en Croacia, a la vez que defendía, por influencia de Pribićević, una postura aún más centralista que la de Pašić.